# Somewhere Over the Rainbow (Willie Nelson)
Somewhere Over the Rainbow è il ventiseiesimo album in studio del cantante di musica country statunitense Willie Nelson, pubblicato nel 1981.

## Tracce
1. Mona Lisa (Jay Livingston, Ray Evans)
2. Exactly Like You (Dorothy Fields, Jimmy McHugh)
3. Who's Sorry Now? (Bert Kalmar, Harry Ruby, Ted Snyder)
4. I'm Confessin' (That I Love You) (Al Neiburg, Doc Daugherty, Ellis Reynolds)
5. Won't You Ride in My Little Red Wagon (Rex Griffin)
6. Over the Rainbow (E.Y. Harburg, Harold Arlen)
7. In My Mother's Eyes (Willie Nelson)
8. I'm Gonna Sit Right Down and Write Myself a Letter (Fred E. Ahlert, Joe Young)
9. It Wouldn't Be the Same (Without You) (Fred Rose, Jimmy Wakely)
10. Twinkle, Twinkle Little Star